# 9 de novembre
El 9 de novembre o 9 de santandria és el tres-cents tretzè dia de l'any del calendari gregorià i el tres-cents catorzè en els anys de traspàs. Queden 52 dies per finalitzar l'any.

## Esdeveniments
Països Catalans
- 1712 - Menorca: John Campbell, segon duc d'Argyll, pren possessió de l'illa en nom de la reina britànica, d'acord amb clàusules secretes del tractat d'Utrecht[2]
- 1729 - Sevilla (Andalusia): Espanya, França i la Gran Bretanya van signar el Tractat de Sevilla de 1729 al final de la Guerra anglo-espanyola (1727-1729). En aquest tractat, Gran Bretanya conserva el domini del port de Maó i Gibraltar.
- 1880 - Barcelona: Estrena d'El dir de la gent, comèdia en tres actes i en vers, de Frederic Soler, al Teatre Romea.
- 1925 - Barcelona: Primo de Rivera clausura el Centre Autonomista de Dependents del Comerç i de la Indústria (CADCI) per catalanista.
- 1931 - apareix el diari La Humanitat. Lluís Companys n'és el seu primer director (fins al gener del 1934).[3]
- 1934 - Barcelona: Estrena de La plaça de Sant Joan, comèdia en tres actes i en vers, de Josep Maria de Sagarra, al teatre Romea.
- 1950 - Barcelona: Estrena de Les vinyes del Priorat, poema en tres actes i en vers, de Josep Maria de Sagarra, al teatre Romea.
- 2008 - Barcelona: Els Castellers de Barcelona carreguen per primer cop en la seva història el 4 de 8 amb l'agulla a la plaça Valentí Almirall del Clot de Barcelona.
- 2014 - Catalunya: se celebra la Consulta sobre la independència de Catalunya.
- 2015 - Catalunya: el Parlament de Catalunya aprova per majoria absoluta la declaració d'inici del procés cap a la independència.

Resta del món
- 1719 - Estocolm (Suècia): Frederic I de Suècia signa amb Hannover el Tractat d'Estocolm de 1718 que posa fi a la guerra entre els dos països a la Gran Guerra del Nord. En aquest Suècia cedeix el domini de Bremen-Verden.
- 1726 - Venècia: Estrena al Teatro Sant'Angelo de Dorilla in Tempe, un melodramma eroico pastorale en tres actes d'Antonio Vivaldi.
- 1799 - París: cop d'estat del 18 de Brumari de Napoleó Bonaparte[4]
- 1917 - Kobarid, Eslovènia: Final de la batalla de Caporetto o la 12a batalla de l'Isonzo, també coneguda com a batalla de Karfreit pels Imperis Centrals, durant la Primera Guerra Mundial.[5]
- 1918 - Alemanya: Revolució del Novembre o Revolució Alemanya: Per iniciativa pròpia el canceller del Reich, Maximilià de Baden, proclama l'abdicació de l'Emperador Guillem II de Prússia i nomena Friedrich Ebert com a nou canceller. El socialdemòcrata Philipp Scheidemann proclama a les dues de la tarda, des de l'edifici del Reichstag de Berlín, la "República Alemanya". Dues hores més tard i des del Berliner Stadtschloss (palau central de Berlín) l'espartaquista Karl Liebknecht declara la "República Alemanya dels Consells“.
- 1923 - Múnic, República de Weimar: la policia de l'estat de Baviera reprimeix amb molta contundència l'intent de cop d'estat de Hitler.
- 1937 - Xina: Els japonesos ocupen Xangai (Segona Guerra Sinojaponesa).[6]
- 1938 - Alemanya: Nit dels vidres trencats Els pogroms, en forma d'incendis provocats de sinagogues i saquejos de propietats jueves, anunciant el que posteriorment es coneixeria com la xoà o holocaust.[5]
- 1953 - Cambodja s'independitza de França.
- 1982 - Regne Unit: S'emet el primer capítol de la sèrie Els joves.
- 1989 - Berlín, Alemanya: s'obre al trànsit ciutadà el mur que dividia la ciutat en dues parts, la que pertanyia a la República Federal i la que pertanyia a la República Democràtica, alhora que els mateixos ciutadans el comencen a enderrocar.
- 1990 - Kitt Peak National Observatory, Arizona, EUA: Es descobreix l'asteroide (5590) 1990 VA
- 2005 - És llançada la sonda Venus Express, de l'Agència Espacial Europea, destinada a l'estudi del planeta Venus, des del cosmòdrom de Baikonur (Kazakhstan)
- 2016 EUA: Donald Trump guanya les eleccions del país.
- 2016 Espanya: Mor "La Veneno", icona transsexual espanyola

## Naixements
Països Catalans
- 1843, Vallibona, els Ports: Josep Meseguer i Costa, eclesiàstic valencià
- 1870, Barcelona: Carles Padrós i Rubió, polític i empresari català, un dels fundadors del Reial Madrid Club de Futbol.
- 1903, Vinaròs, Baix Maestrat: Francesc Almela i Vives, escriptor i historiador valencià
- 1936:

- - Almodóvar del Río: Paco Morán, actor, establert a Catalunya des de la dècada del 1970

- - 1936, Barcelona: Eduard Punset, advocat, economista i divulgador científic català

- 1944, Barcelona: Jaume Camps i Rovira, polític i advocat català
- 1950, Barcelona: Maravillas Rojo, llicenciada en Ciències Polítiques, Econòmiques i Comercials, tinent d'alcalde i regidora de l'Ajuntament de Barcelona.
- 1959, Barcelona: Alfons Pons Ezquerra, conegut com a Sito Pons, expilot de motociclisme de velocitat, dues vegades campió del món en la categoria de 250cc.
- 1961, Barcelona: Antoni Bassas i Onieva, periodista i corresponsal de TV3 i Catalunya Ràdio.
- 1967, Cerdanyola del Vallès, Vallès Occidental: Sara Hidalgo Valls, jugadora de waterpolo catalana.[7]
- 1982, València: Arantxa Parra Santoja, tennista professional.[8]

Resta del món
- 1723, Berlín: Anna Amàlia de Prússia, compositora i mecenes[9]
- 1732, Lió, França: Julie de Lespinasse, escriptora i amfitriona d'un saló promotor del moviment enciclopedista.[10]
- 1837, Dillingen an der Donau, Baviera: Theodor Schmid, musicòleg alemany de la Companyia de Jesús
- 1841, Palau de Buckingham, Anglaterra: Eduard VII del Regne Unit, fou rei del Regne Unit de la Gran Bretanya i Irlanda, emperador de l'Índia i dels Dominis Britànics d'Ultramar (1901-11). Fou el primer monarca de la casa de Saxònia-Coburg Gotha que dirigí els destins del Regne Unit.[11]
- 1868, Cobourg, Canadà: Marie Dressler, actriu canadenca.
- 1875, Morcens, Landes: Cora Laparcerie, artista, poeta i directora teatral francesa[12]
- 1888, Cognac, França: Jean Monnet, economista francès i un dels pares de la Unió Europea.
- 1894, Madrid, Nou Mèxic: Mae Marsh, actriu nord-americana, una de les grans actrius del cinema mut.[13]
- 1897, Cambridge, Anglaterra: Ronald George Wreyford Norrish, químic anglès, Premi Nobel de Química de l'any 1967
- 1914, Viena, Imperi Austrohongarès: Hedy Lamarr, actriu, productora i inventora estatunidenca.[14]
- 1922, Cleveland (Ohio), Estats Units d'Amèrica: Dorothy Dandridge, actriu estatunidenca[15]
- 1923, Chicago: Elizabeth Hawley, periodista i cronista d'expedicions a l'Himàlaia[16]
- 1929, Budapest, Hongria: Imre Kertész, escriptor hongarès, Premi Nobel de Literatura de l'any 2003
- 1930, Portugalete, Euskadi: Ignacio Ellacuría, filòsof, escriptor i teòleg basc
- 1931, Pisa: Lia Levi, escriptora i periodista italiana.[17]
- 1934, Brooklyn, Nova York, Estats Units d'Amèrica: Carl Sagan, popular astrònom i divulgador científic estatunidenc [18]
- 1952, Londres, Anglaterra: Jack W. Szostak, biòleg, Premi Nobel de Medicina o Fisiologia de l'any 2009.
- 1956, Madrid: María José García Borge, física nuclear espanyola que exerceix com a professora de recerca al CSIC.
- 1962, Madrid: Dolores Delgado García, fiscal espanyola, que fou ministra de Justícia i fiscal general de l'Estat.[19]

## Necrològiques
Països Catalans
- 1886 - Perpinyà, Rosselló: Andreu Toron i Vaquer, músic i constructor d'instruments rossellonès, inventor de la tenora moderna (m. 1815).
- 1947 - Madrid, Espanya: Mariano Benlliure, escultor valencià (n. 1862).
- 1952 - Madrid: Maria Francesca Clar Margarit, escriptora palmesana de la Generació del 27, directora de teatre (n. 1888).[20]
- 1966 - Lleida, Segrià: Jaume Gort Farré, escultor català.
- 1997 - Barcelona: Rosa Balcells i Llastarry, arpista i professora d'arpa catalana (n. 1914).[21]
- 2003 - Barcelona: Josep Guix i Torrent, fou un jugador de bàsquet català dels anys 1920 i 1930.

Resta del món
- 1208 - Santa Maria de Sixena, Regne d'Aragó: Sança de Castella i de Polònia, reina, consort d'Alfons el Cast, fundadora de la branca femenina de l'Orde de Sant Joan de Jerusalem.
- 1624 - Roma: Marc Antoni de Dominis, eclesiàstic, herètic i un dels primers científics a explicar el fenomen de l'arc de sant Martí.
- 1937 - Oceà Atlàntic (paquebot RMS): James Ramsay MacDonald, polític escocès, Primer Ministre del Regne Unit (n. 1866).
- 1940 - Heckfield, Hampshire, Anglaterra: Neville Chamberlain, polític anglès, Primer ministre del Regne Unit (1937-1940) (n. 1869).[22]
- 1953 - Nova York, Estats Units: Dylan Thomas, escriptor gal·lès (n. 1914).[23]
- 1959 - Carmel Valley Village, Califòrnia: Frederick Preston Search, director d'orquestra, compositor i violoncel·lista nord-americà.
- 1966 - Cuernavaca, Mèxic: Regina Lago García, pedagoga, psicòloga i científica espanyola exiliada a Mèxic (n. 1898).[24]
- 1970 - Colombey-les-Deux-Églises, França: Charles de Gaulle, general francès i home d'Estat que va dirigir les Forces Franceses Lliures durant la Segona Guerra Mundial. Més tard va fundar la Cinquena República Francesa el 1958 i la va servir com al seu primer President 1959-1969. (n. 1890).
- 2001 - Cambridge, Massachusetts, Estats Units: Alan Kotok, informàtic americà (n. 1941).
- 2003 - Chester Connecticut, Estats Units: Art Carney, actor i productor estatunidenc.
- 2008 - Castel Volturno: Miriam Makeba, cantant sud-africana i activista dels drets civils (n. 1932).[25]
- 2011 - Concord, Massachusetts (EUA): Har Gobind Khorana, biòleg molecular (m.estatunidenc d'origen indi, Premi Nobel de Medicina o Fisiologia de l'any 1968 (n. 1922).[26]
- 2014 - Ettal, districte de Garmisch-Partenkirchen, Alemanya: Annemarie Buchner, coneguda popularment com a Mirl Buchner, esquiadora alemanya (n. 1924).[27]
- 2022 - La Línea de la Concepción, Cadis: Carlos Pacheco, guionista i dibuixant de còmics.[28]

## Festes i commemoracions
- Santoral: sant Simeó Metafrastes (a l'Església Ortodoxa); Sant Teodor d'Amasia, màrtir, santa Elisabet de la Trinitat, monja carmelita; beats María del Carmen González Ramos, fundadora de les Germanes Franciscanes dels Sagrats Cors; Luigi Morbioli, laic, i Gracià de Kotor; serventa de Déu Sança de Castella i de Polònia, reina, fundadora de les Comanadores de Sant Joan de Jerusalem.
- Dia Internacional contra el Feixisme i l'Antisemitisme[29]
- Dia Internacional de l'Inventor, en honor a l'actriu, enginyera i inventora Hedy Lamarr, nascuda aquell dia.[30]

### Efemèrides astronòmiques
- 2003, Eclipsi total de Lluna.

## Toponímia
- Sant Pere de Ribes té un carrer dedicat a aquesta data[31]